# Juana Francisca Rubio
Juana Francisca Rubio ("Paquita") (Madrid, 27 de diciembre de 1911 - 28 de enero de 2008) fue pintora y cartelista española. Durante la guerra civil española hizo carrera como cartelista e ilustradora siendo un referente del grafismo. Fue una reconocida ilustradora en España, causa por la que tuvo que exiliarse.

## Biografía
Nació en Madrid el 27 de diciembre de 1911, aunque en su registro de entrada como exiliada en México figura como fecha de nacimiento el 27 de diciembre de 1914.

### Cartelista republicana
Fue en la Gallofa, taller madrileño de las Juventudes Socialistas Unificadas, donde se dedicó a los carteles, siendo una de las dos únicas mujeres que colaboraban ilustrando en el esfuerzo bélico.
En sus trabajos se encuentra una fuerte alusión a la mujer y su actividad en la guerra. Además ilustró el álbum Mi Patria Sangra e hizo dibujos para periódicos como "Frente Universitario". De la misma forma contribuyó con organizaciones para la mujer como Muchachas de Madrid o Unión de Muchachas de Valencia, como también participó en temática de guerra incluyendo colaboración con "Espartacus" o "Camoanya".
Más adelante, con un Madrid cercado por las tropas sublevadas se trasladó a Valencia y posteriormente a la capital catalana. Viajó a Barcelona con su hija, María Francisca Bardasano Rubio ("Maruja"), donde tomaron un tren hacia Francia, pero fue bombardeado, por lo que tuvo que huir por los Pirineos a pie. Fueron apresadas y llevadas a uno de los campo de concentración para republicanos en Francia.

### Exilio en México
Ya en París realizó gestiones para la liberación de su marido, que se encontraba en el campo de concentración de Argelès-sur-Mer. La familia se reunió y partieron en el buque Sinaia, fletado por el gobierno de Lázaro Cárdenas, rumbo a México. Llegaron a Veracruz el 13 de junio de 1939. Una vez allí, se entregó a la ilustración de cuentos para niños, así como la iluminacion de postales navideñas y el diseño de imágenes para moda y productos de belleza, aunque en ningún momento dejó su labor como cartelista.
Volvió a España en 1961 y se le otorgó la Cruz al Mérito de Sciences et Letres de Francia en 1964.